# Condado (Burgos)
Condado es una localidad del municipio burgalés de Merindad de Valdivielso, en la Comunidad Autónoma de Castilla y León (España).
La iglesia está dedicada a san Pedro apóstol.

## Localidades limítrofes
Confina con las siguientes localidades:
- Al norte con Valhermosa.
- Al noreste con Hoz de Valdivielso.
- Al sureste con Panizares.
- Al noroeste con Población de Valdivielso y Arroyo de Valdivielso.

## Demografía
Evolución de la población
| Gráfica de evolución demográfica de Condado entre 2000 y 2021      |
|                                                                    |
| Población de derecho (2000-2021) según el padrón municipal del INE |

## Historia
Así se describe a Condado en el tomo VI del Diccionario geográfico-estadístico-histórico de España y sus posesiones de Ultramar, obra impulsada por Pascual Madoz a mediados del siglo XIX:

Lugar en la provincia, diócesis, audiencia territorial y capitanía general de Burgos (12 leguas), partido judicial de Villarcayo (3), y ayuntamiento de Almiñé; Situado parte en llano y parte sobre peñasco; está combatido por los vientos; su clima es benigno y las enfermedades más comunes son pulmonías, reumas y calenturas. Se compone de 70 casas sumamente deterioradas y de una fabricación de mal gusto, divididas en 2 barrios llamados Barrio Grande o de San Pedro Apóstol, y Barrio Pequeño; hay una escuela concurrida por alumnos de ambos sexos, cuyo maestro no tiene otra dotación que la asignada por los padres de estos, la cual es muy mezquina; en cada uno de dichos barrios hay iglesia parroquial, la del primero dedicada a la Natividad de Nuestra Señora y la del segundo a San Pedro, ambas servidas por un solo cura que va alternando en ellas los días festivos para celebrar la misa; el curato se provee mediante concurso entre los hijos patrimoniales; en el interior del pueblo se hallan 2 fuentes y en el campo varios manantiales poco abundantes, a excepción de uno que nace entre peñascos, a la falda de un monte contiguo a la orilla del río Ebro, arrojando un caudal de agua tan grande que excita la admiración de cuantos lo contemplan, teniendo además aquella la notable particularidad de ser fresca en verano y templada en invierno. Confina el término N con el río Ebro; E Cereceda; SO Herrera, y NO Arroyo y Población. El terreno participa de monte y llano y es de primera, segunda y tercera calidad; hay un monte escasamente poblado de robles, encinas y arbustos. Caminos: el que dirige a Soncillo y a Santa María de Cubo. Correos: la correspondencia se recibe de Villarcayo por cada interesado. Producciones: trigo, cebada, habas, titos, garbanzos, judías, nabos, patatas, yeros, avena, arvejas, cerezas y guindas; ganado lanar, cabrío, asnal y vacuno; caza de perdices y pesca de barbos, truchas y anguilas; la mayor cosecha es la del trigo, cebada y habas. Población: 16 vecinos, 60 almas. Capital productivo: 391.320 reales. Imponible: 33.383.
Diccionario geográfico-estadístico-histórico de España y sus posesiones de Ultramar